# Hr.Ms. Dirkje (1940)
Hr.Ms. Dirkje (FY 1745) was een Nederlandse hulpmijnenveger. Het schip is gebouwd als RO 53 door de scheepswerf J. Smit Czn. uit Alblasserdam. Het schip werd op 28 maart 1940 gevorderd door de Nederlandse marine en omgebouwd tot hulpmijnenveger en als hulpmijnenveger 8 in dienst genomen. Na de val van Nederland in 1940 wist het schip uit te wijken naar het Verenigd Koninkrijk. Het schip voerde eerst veegoperaties uit in de Britse wateren. Op 4 oktober 1941 vertrok het schip naar West-Indië om daar patrouillediensten te verrichten. In maart 1945 keerde het schip terug naar het Verenigd Koninkrijk om later dat jaar, op 1 december 1945 terug te worden gegeven aan de eigenaar.